# Francesc I de Tassis
Francesc de Tassis o Francisco I de Tassis, en italià Francesco I de Tassis, en alemany Franz von Taxis (Camerata Cornello, 1459 - Brussel·les, 30 de novembre o 20 de desembre de 1517) fou un pioner del servei postal a Europa.

## Biografia
Francesc de Tassis provenia de la noble família llombarda dels Tasso ("Dachs") de Cornello. el 1490 al costat del seu germà Janetto i amb el seu nebot Joan Baptista estava al servei de l'Emperador Maximilià I del Sacre Imperi Romanogermànic, el qual el va nomenar Correu Major, demanant-li que reformés el sistema de correus en el territori de Borgonya i dels Països Baixos, que formaven part de les possessions del fill de Maximilià, Felip el Bell, Duc de Borgonya. Després d'haver acabat el seu acord amb Maximilià I, Francesc de Tassis va arribar a un acord amb l'oncle d'aquest, Segimon d'Àustria, el qual tenia la seva residència a Innsbruck, després amb Felip el Bell i amb Margarida d'Àustria i Parma, i aviat amb tots els beneficis del sistema postal, en particular per a la correspondència oficial, però a poc a poc va anar augmentant la importància de la correspondència privada. Tassis va aprofitar l'ocasió, mitjançant el servei postal entre Maximilià i el Papa, per a ser un personatge important a la cort papal.
L'1 de març de 1501 Francesc de Tassis és nomenat per Felip el Bell, Correu Major de Borgonya i dels Països Baixos.
El 1512 Francesc de Tassis va contreure matrimoni amb Dorothea Luytvoldi.

## Primeres rutes postals
A la mort de la reina Isabel de Castella el 26 de novembre de 1504, Felip va heretar el tron castellà gràcies al seu matrimoni amb Joana I de Castella, filla de Ferran II d'Aragó i de la difunta Isabel. Felip, el 18 de gener de 1505, el nomena Correu Major d'Espanya i permet als Tassis fundar noves postes a Brussel·les, Malines, i en moltes altres ciutats de la zona, que permetien el servei de correus tant a l'estiu com a l'hivern.
A continuació es detallen algunes de les línies posades en funcionament per la família Tassis:
Brussel·les-Innsbruck 5 dies i 1/2 (a l'hivern 6 dies i 1/2)
Brussel·les-París 44 hores (a l'hivern 54 hores)
Brussel·les-Blois 2 dies i 1/2 (a l'hivern 3 dies)
Brussel·les-Lió 4 dies (a l'hivern 5 dies)
Brussel·les-Granada (Andalusia) 15 dies (a l'hivern 18 dies)
Brussel·les-Toledo 12 dies (a l'hivern 14 dies)
Les llargues distàncies eren recorregudes gràcies a les nombroses estacions de refresc i al canvi de cavalls al llarg del recorregut.
En heretar Carles, fill de Felip el Bell, les possessions del seu avi Fernando II d'Aragó, aquestes van entrar a formar part de les rutes postals que ja eren part de l'entramat creat per Francisco de Tassis.
Es van crear, noves rutes:
Brussel·les-Burgos 7 dies (a l'hivern 8 dies)
Brussel·les-Roma 10 dies i 1/2 (a l'hivern 12 dies)
Brussel·les-Nàpols 14 dies i 1/2 (a l'hivern 156 dies i 1/2)
El servei postal va ser expandint en els anys successius augmentant la fortuna de la família Tassis. El 1512, a més, se li va concedir Francesco de Tassis un títol nobiliari, el que va fer que la família fos escalant posicions dins de la noblesa alemanya.
Al seu mor el va succeir en el càrrec de Correu Major d'Espanya, el seu nebot Joan Baptista de Tassis.

## Francisco de Tassis en la filatèlia
Causa de la seva importància en el desenvolupament del servei de comunicació postal, la figura de Francesc de Tassis ha aparegut en segells postals de diferents països, com Espanya el 1988 o la República Federal Alemanya el 1967.